# Moje historie
Moje historie – debiutancki album studyjny polskiej piosenkarki Kasi Dereń. Wydawnictwo ukazało się 12 listopada 2021 nakładem wytwórni muzycznej Music Mind w dystrybucji e-Muzyka.
Album jest utrzymany w stylu muzyki pop. Składa się z wersji standardowej (1 CD).
Płyta dotarła do 15. miejsca polskiej listy sprzedaży – OLiS. 
Nagrania były promowane singlami: „Just a few words”, „Ufaj mi”, „XXI”, „Niespokojnie” i „Do siebie”.

## Lista utworów
Opracowano na podstawie materiału źródłowego.
| Moje historie – Wersja standardowa | Moje historie – Wersja standardowa     | Moje historie – Wersja standardowa                         | Moje historie – Wersja standardowa                                  | Moje historie – Wersja standardowa |
| Nr                                 | Tytuł utworu                           | Słowa                                                      | Muzyka                                                              | Długość                            |
| ---------------------------------- | -------------------------------------- | ---------------------------------------------------------- | ------------------------------------------------------------------- | ---------------------------------- |
| 1.                                 | „Do siebie”                            | Monika Wydrzyńska                                          | Katarzyna Dereń, Piotr Gozdek, Monika Wydrzyńska                    | 2:49                               |
| 2.                                 | „Niespokojnie”                         | Mateusz Krautwurst                                         | Katarzyna Dereń, Piotr Walicki                                      | 2:50                               |
| 3.                                 | „Nie znam Cię”                         | Katarzyna Dereń, Monika Wydrzyńska                         | Katarzyna Dereń, Piotr Gozdek, Maciej Magnuski, Justyna Jarzębińska | 3:13                               |
| 4.                                 | „XXI”                                  | Arkadiusz Kłusowski                                        | Piotr Walicki                                                       | 3:21                               |
| 5.                                 | „Just a few words”                     | Anna Szarmach                                              | Piotr Walicki                                                       | 3:54                               |
| 6.                                 | „Ufaj mi”                              | Katarzyna Dereń, Mateusz Krautwurst, Mateusz Januszkiewicz | Katarzyna Dereń, Piotr Walicki                                      | 2:55                               |
| 7.                                 | „Porozmawiajmy o tym rano”             | Beata Badowska                                             | Paweł Gawlik                                                        | 3:22                               |
| 8.                                 | „Bezsenność”                           | Beata Badowska                                             | Paweł Gawlik                                                        | 3:51                               |
| 9.                                 | „Nieskończony”                         | Marcin Januszkiewicz                                       | Piotr Walicki                                                       | 3:30                               |
| 10.                                | „Keep moving”                          | Anna Szarmach                                              | Katarzyna Dereń, Piotr Walicki                                      | 3:40                               |
| 11.                                | „Nie ma kraju”                         | Julian Tuwim                                               | Katarzyna Dereń, Rafał Malicki                                      | 3:38                               |
| 12.                                | „Gdzie jesteś Ty” (oraz Ania Szarmach) | Anna Szarmach                                              | Katarzyna Dereń, Robert Żelazko                                     | 3:37                               |
| 13.                                | „XXI (Live Session)”                   | Arkadiusz Kłusowski                                        | Piotr Walicki                                                       | 3:23                               |
| 14.                                | „Count on me (Live Session)”           | Mateusz Krautwurst                                         | Katarzyna Dereń, Piotr Walicki                                      | 2:57                               |
|                                    |                                        |                                                            |                                                                     | 47:00                              |

## Pozycje na listach sprzedaży

### Pozycje na listach tygodniowych
| Kraj   | Lista (2021)  | Najwyższa pozycja |
| ------ | ------------- | ----------------- |
| Polska | OLiS – albumy | 15                |